# Чагино
Ча́гино (рос. Чагино) — присілок у складі Кривошиїнського району Томської області, Росія. Входить до складу Іштанського сільського поселення.
Стара назва — Чагина.

## Населення
Населення — 34 особи (2010; 79 у 2002).
Національний склад (станом на 2002 рік):
- росіяни — 90 %